# Берделанд
Берделанд (њем. Bördeland) општина је у њемачкој савезној држави Саксонија-Анхалт. Једно је од 21 општинског средишта округа Салцланд. Према процјени из 2010. у општини је живјело 8.439 становника. Посједује регионалну шифру (AGS) 15089042.

## Географски и демографски подаци
Берделанд се налази у савезној држави Саксонија-Анхалт у округу Салцланд. Општина се налази на надморској висини од 58 - 84 метра. Површина општине износи 92,0 km². У самом мјесту је, према процјени из 2010. године, живјело 8.439 становника. Просјечна густина становништва износи 92 становника/km².